# Гусеничная лента

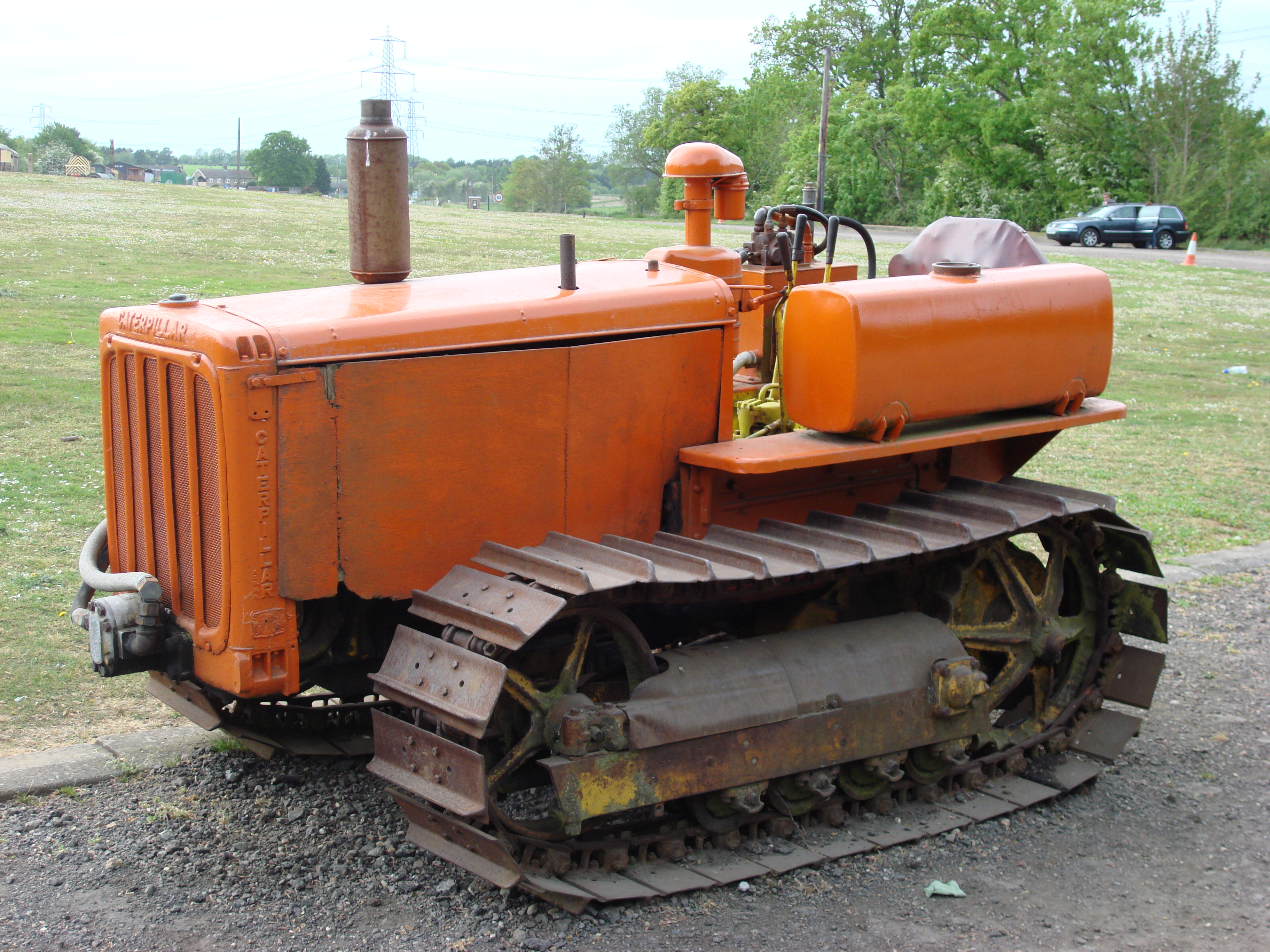
Гусеничная лента на малом тракторе Caterpillar D2[[:en:Caterpillar D2|^{[en]}]]

Гу́сеничная ле́нта, «гу́сеница» — замкнутая сплошная лента или цепь из шарнирно-соединённых звеньев (траков), применяемая в гусеничном движителе. На внутренней поверхности гусеницы имеются впадины или выступы, с которыми взаимодействуют ведущие колёса, опорные и поддерживающие катки машины. Внешняя поверхность гусеницы снабжена выступами («грунтозацепами»), которые обеспечивают сцепление с грунтом. Для увеличения сцепления гусеницы на грунтах с низкой несущей способностью используются дополнительные съёмные «шпоры».
Гусеницы могут быть металлическими, резино-металлическими и резиновыми. На тяжёлых транспортных средствах наибольшее распространение получили металлические гусеницы с разборными или неразборными звеньями. Для повышения износостойкости и срока службы гусениц их звенья, а также соединительные элементы (пальцы, втулки), изготовляют из специальной высокомарганцовистой стали и подвергают термической обработке, а также используют резино-металлические шарниры, шарниры с игольчатым подшипником и др.
На снегоходах и лёгких вездеходах применяют преимущественно резино-металлические или резиновые гусеницы.

## История создания гусеницы
Изобретателем гусеницы в России считается русский крестьянин Фёдор Абрамович Блинов. В 1877 году он изобретает вагон на гусеничном ходу. В нижней части рамы крепились на рессорах две тележки, которые могли поворачиваться в горизонтальной плоскости вместе с осями опорных колёс. Бесконечные рельсы вагона представляли собой замкнутые железные ленты, состоящие из отдельных звеньев. Вагон имел четыре опорных колеса и четыре ведущие звёздочки. В 1878 году купец Канунников, рассчитывая на прибыли от внедрения гусеничного хода, вошёл с ходатайством в Департамент торговли и мануфактур с прошением о выдаче Блинову привилегии, каковая за № 2245 и была получена год спустя. Вводная часть гласила: «Привилегия, выданная из Департамента торговли и мануфактур в 1879 году крестьянину Фёдору Блинову, на особого устройства вагон с бесконечными рельсами для перевозки грузов по шоссейным и просёлочным дорогам…»
В США изобретателями гусеничного хода считаются Бэст и Хольт, которые создали трактор с навешенным на него бульдозерным оборудованием — он и стал прообразом современного бульдозера. Caterpillar — название компании, основанной этими изобретателями, в переводе означает «гусеница».
Во Франции прообраз современного гусеничного движителя впервые был создан в 1713 году д’Эрманом; проект, получивший положительный отзыв французской академии, представлял собой тележку для тяжёлых грузов, перекатывающуюся на бесконечных лентах из деревянных катков, концы которых шарнирно соединены планками. Годом создания гусеничного движителя можно считать 1818-й, когда француз Дюбоше получил привилегию на способ устройства экипажей с подвижными рельсовыми путями.
Помимо гусеницы как части гусеничного движителя для автотранспортной техники и задолго до изобретения гусеничных амфибий гусеница также применялась в качестве движителя для водного транспорта. Такая гусеница представляла собой конвейер с веслами. Она была изобретена в 1782 году изобретателем по имени Десбланкс. В США она была запатентована в 1839 году Уильямом Левенуорфом.

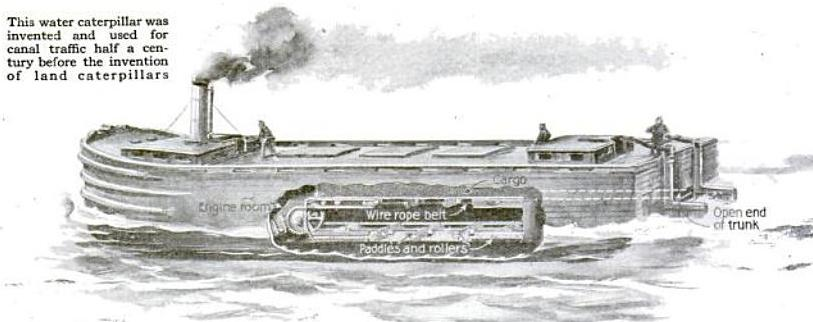
Гусеница применялась в качестве движителя для водного транспорта.

## Некоторые типы гусеницы
- По материалу изготовления:
  - металлическая.
  - резино-металлическая.
  - резиновые.
- По типу используемого шарнира:
  - с параллельным шарниром.
  - с последовательным шарниром.
- По типу смазки шарнира:

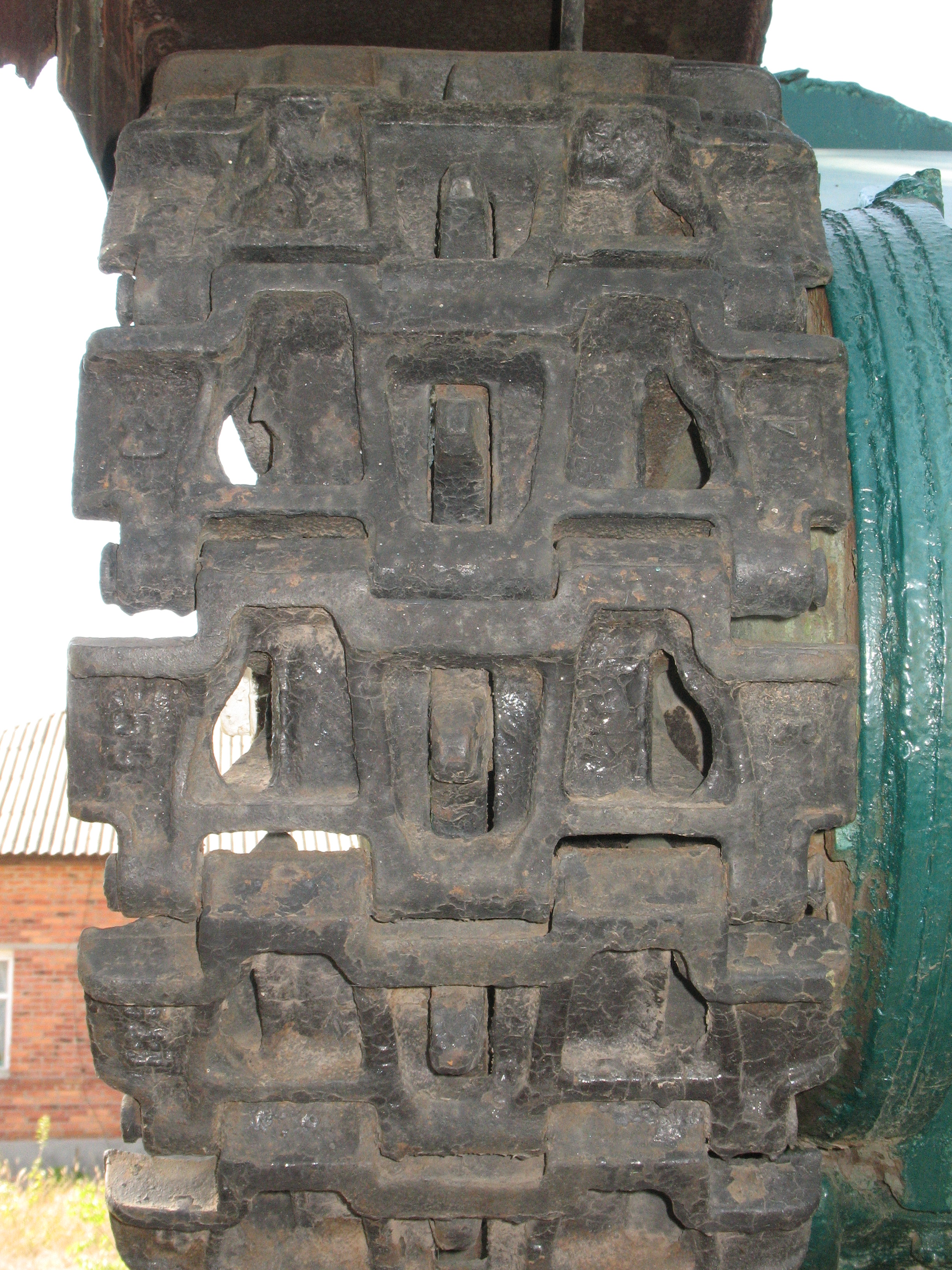
Гусеница танка Т-70

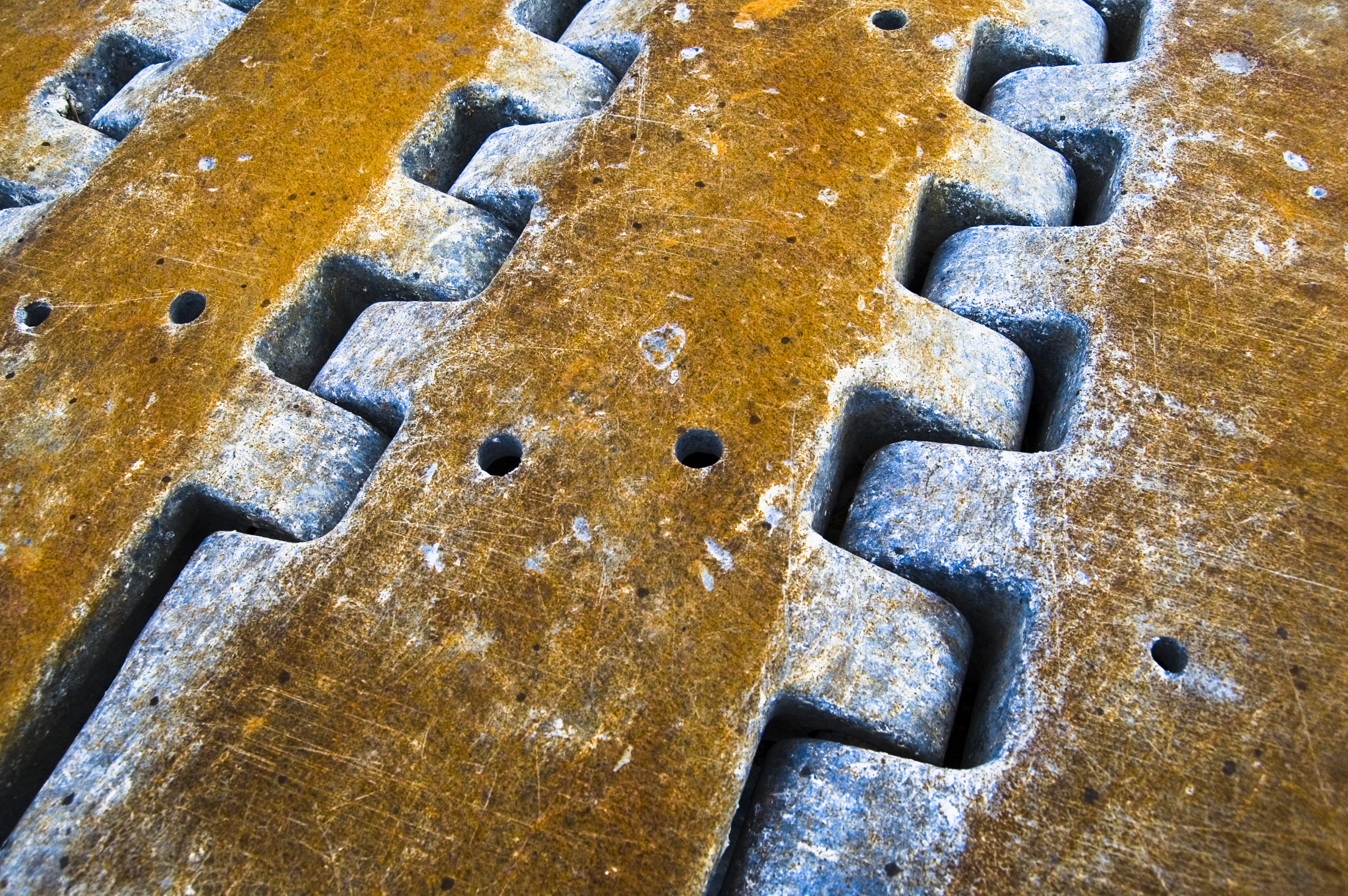

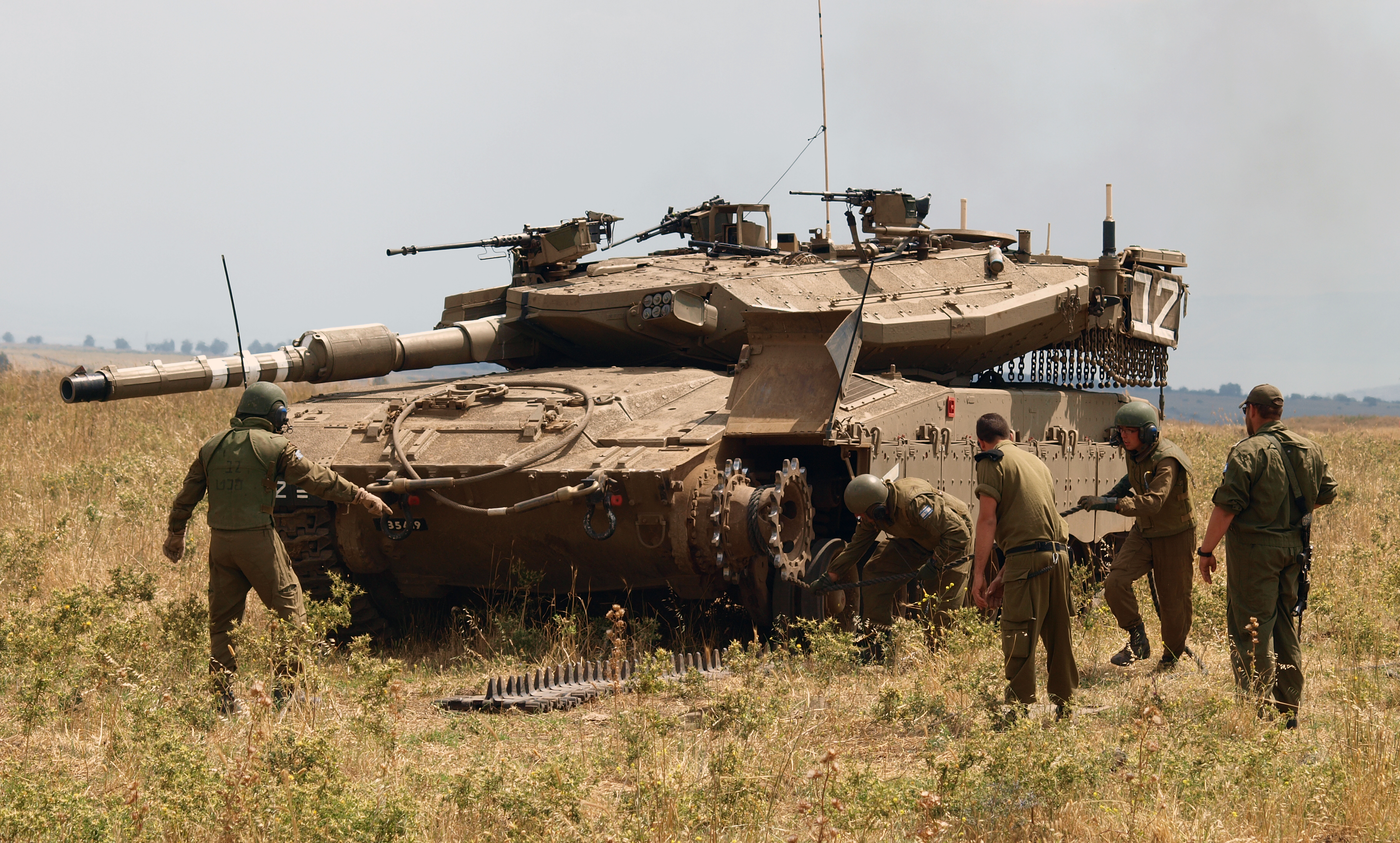
Смена гусеничной ленты на танке Меркава Mk.3

  - сухая (или с открытым металлическим шарниром). Достоинствами конструкции является простота и надёжность в эксплуатации. Необходимый ресурс обеспечивается высокими механическими свойствами деталей шарнира.
  - закрытая. Оригинальное уплотнение в шарнире «звено-втулка» обеспечивает сохранность смазки между трущимися поверхностями пальца и втулки в течение всего срока службы гусеницы.
  - с жидкой смазкой. Оригинальное уплотнение из армированного полиуретана и резины обеспечивает полную герметичность шарнира, чем достигается наибольший срок службы гусеницы.
  - с резино-металлическим шарниром. Между пальцем шарнира и звеном используется резиновая втулка, изгиб гусеницы в местах сочленения траков происходит за счёт смещения слоев резины, благодаря чему исключается трение сталь по стали и значительно повышается ресурс пальцев и звеньев гусеницы.
  - с игольчато-подшипниковым шарниром. В качестве втулки используется игольчатый подшипник. Ресурс гусеницы возрастает, но значительно усложнена её конструкция.
- По типу звеньев:
  - литые.
  - штампованные.
  - сварные.

На гусеничную технику могут устанавливаться различные типы гусениц.
Наиболее распространенными являются гусеницы с открытым шарниром (ОШ), резино-металлическим шарниром (РМШ) и цельнолитые армированные резиновые гусеницы.
Также гусеницы разделяются на асфальтоходные и не асфальтоходные.
К асфальтоходным относятся гусеницы с резиновыми (полиуретановыми и т. п.) башмаками, исключающими соприкосновение металлических частей звеньев о дорожное покрытие, а также цельнолитые резиновые гусеницы.

### Асфальтоходные гусеницы с РМШ

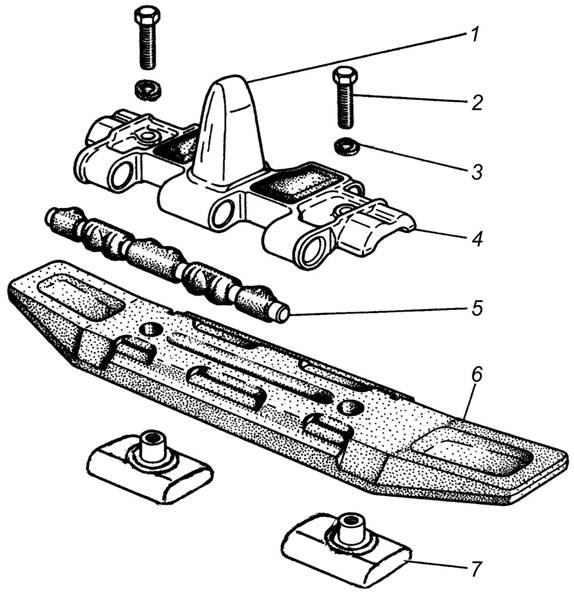
Рис.1 Асфальтоходные гусеницы с РМШ

На легкие снегоболотоходы (например ГАЗ-3409 «Бобр») могут быть установлены гусеницы с резинометаллическим шарниром, обрезиненными беговыми дорожками и резиновыми башмаками. Гусеницы мелкозвенчатые, цевочного зацепления. Каждая гусеница состоит из звеньев 4 (рис. 1), соединённых шарнирно одно с другим пальцами 5, резиновых башмаков 6 и деталей крепления: болтов 2 и пружинных шайб 3. Пальцы запрессованы в проушины так, что сплошная сторона резиновых втулок обращена к наружной стороне проушин. Пальцы удерживаются в проушинах за счёт натяга резины и дополнительного стопорения не требуют. Башмак 6 представляет собой резинокордную конструкцию. Закреплён башмак подкладками 7 с помощью двух болтов 2 и пружинных шайб 3.
Болты затягиваются динамометрическим ключом. Гусеницы монтируются на ходовую часть таким образом, чтобы звенья располагались на грунте тремя проушинами вперёд, а двумя назад. Гусеницы с лёгкими тонкостенными звеньями и резиновыми башмаками рассчитаны на преимущественную эксплуатацию снегоболотохода по мягким грунтам (снежная целина, болото и т. п.), вызывая минимальные повреждения растительного покрова. Следует ограничивать эксплуатацию техники на дорогах с твёрдым покрытием (каменистые дороги, просеки и т. п.), так как это вызывает максимальный износ и повреждение башмаков гусениц. При эксплуатации гусеницы ослабевают, поэтому рекомендуется периодически их проверять и, при необходимости, подтягивать. Движение с чрезмерно ослабленными гусеницами может привести к спаданию гусениц и повреждению при этом резиновой ошиновки опорных катков, а также обрезиненной беговой дорожки. При чрезмерном натяжении гусениц возрастают потери мощности на их перематывание, снижаются динамические качества техники и возрастает износ зубьев ведущих колёс и цевок гусениц. Когда натянуть гусеницы механизмом натяжения не удаётся, следует удалить из каждой гусеницы по одному звену и снова их натянуть.

### Гусеницы РМШ

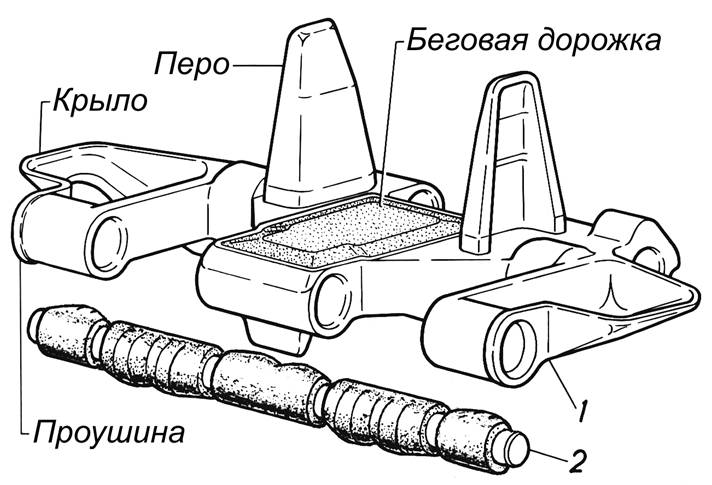
Рис.2 Резино-металлический шарнир (РМШ)

Каждая гусеница состоит из N звеньев 1 (рис.2), соединённых одно с другим пальцами 2. Правая и левая гусеницы взаимозаменяемы. При замене палец запрессовывается в проушины так, чтобы сплошная сторона резиновых втулок была обращена к наружной стороне проушин. Пальцы удерживаются в проушинах за счёт натяга резины. Гусеницы монтируются на ходовую часть таким образом, чтобы звенья располагались на грунте двумя проушинами вперёд, а тремя назад.
Гусеницы рассчитаны на преимущественную эксплуатацию техники по мягкому грунту (снежная целина, заболоченная местность, грунтовые дороги и т. п.). Развитые грунтозацепы звеньев создают хорошее сцепление гусениц с грунтом, обеспечивая высокую проходимость снегоболотохода по снегу и болотам. При износе грунтозацепов сцепные качества гусениц падают. Аналогичные гусеницы устанавливаются на снегоболотоходы ГАЗ-34039 «Ирбис», ТТМ и т. п.

### Гусеницы ОШ
Каждая гусеница состоит из N-количества штампованных звеньев(траков) (рис. 3), соединённых шарнирно друг с другом при помощи пальцев.

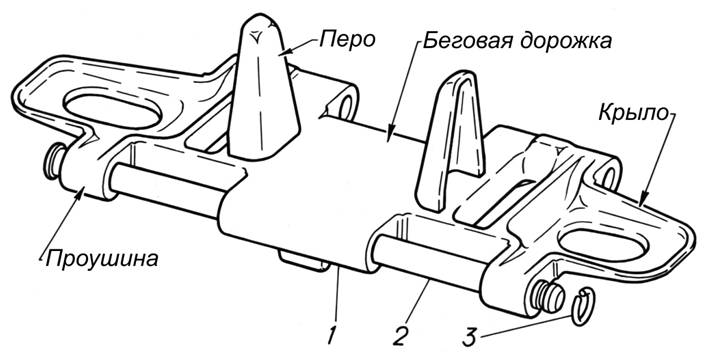
Рис.3 Открытый шарнир (ОШ)

Гусеницы надеваются на ходовую часть так, чтобы звенья располагались на земле тремя проушинами вперёди двумя назад. Пальцы ставятся головками наружу, а стопорными кольцами внутрь к корпусу снегоболотохода. Таким образом, по положению пальцев различаются правая и левая гусеницы. Данный тип гусениц также применяется на снегоболотоходах ГАЗ-34039. По мере износа пальцев и проушин звеньев гусеницы удлиняются, и натяжение их ослабевает. Движение с чрезмерно ослабленными гусеницами приводит к разрушению резиновой ошиновки направляющих колёс, а также к спаданию гусеницы на ходу и повреждению при этом шин опорных катков. Поэтому необходимо периодически проверять и подтягивать гусеницы, не допуская их излишнего провисания. Следует помнить, что чрезмерное натяжение гусеницы увеличивает её износ и ухудшает разгон техники. При натяжении гусениц учитывать, что во время движения техники талый снег и липкая грязь набиваются на беговую дорожку гусеницы, увеличивая её натяжение, по этому для движения в этих условиях гусеницы можно натягивать слабее. Систематически при выезде и в пути необходимо следить за состоянием пальцев гусениц, чтобы не допустить их выпадания из-за спадания стопорного кольца. Выпадание пальца приводит к разъединению гусеницы на ходу. Установка новых стопорных колец производится при помощи специальной оправки, имеющейся в комплекте инструмента водителя.

### Асфальтоходные резиновые армированные гусеницы

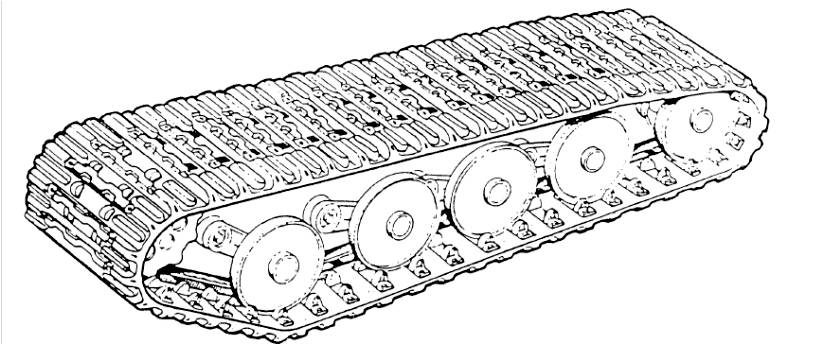
Рис.4 Резиновая гусеница

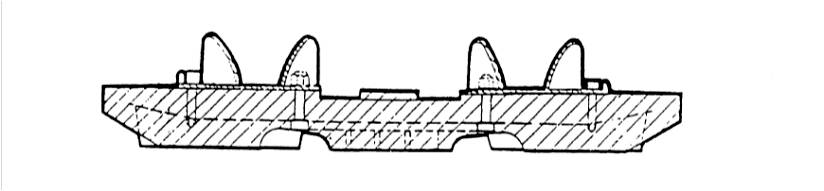
рис.5 Сечение резиновой гусеницы

Гусеницы состоят из одного резинового элемента, упрочнены в поперечном направлении стальными поперечинами, а в продольном направлении — полосами текстильного корда.
На гусенице имеются грунтозацепы для увеличения сцепления при передвижении по пересечённой местности (например по глубокому снегу). Стрелки по краям гусениц показывают направление движения. Тяговое усилие передаётся гусенице через зубья ведущих колес в зацеплении с поперечинами гусениц (рис. 4, 5). Данные гусеницы применяются на снегоболотоходах ГАЗ-3351.

## Интересные факты
- Как и у колеса, в отсутствие буксования скорость относительно земли верхней части гусеницы вдвое выше скорости самого транспорта, а соприкасающейся с землёй части гусеницы — равна нулю[1].

- Стержни, скреплявшие гребенчатые звенья гусениц танка Т-34, не имели фиксатора.  Для того, чтобы стержень не выпадал при движении,  на броневом корпусе были сделаны специальные выступы,  которые забивали его обратно в гусеницу. Этот факт был особо отмечен в отчёте Абердинского полигона как «гениальный».